# Lagertibast
Lagertibast (Daphne laureola) är en tibastväxtart. Lagertibast ingår i släktet tibaster, och familjen tibastväxter.

## Underarter
Arten delas in i följande underarter:
- D. l. laureola
- D. l. philippi

## Bildgalleri

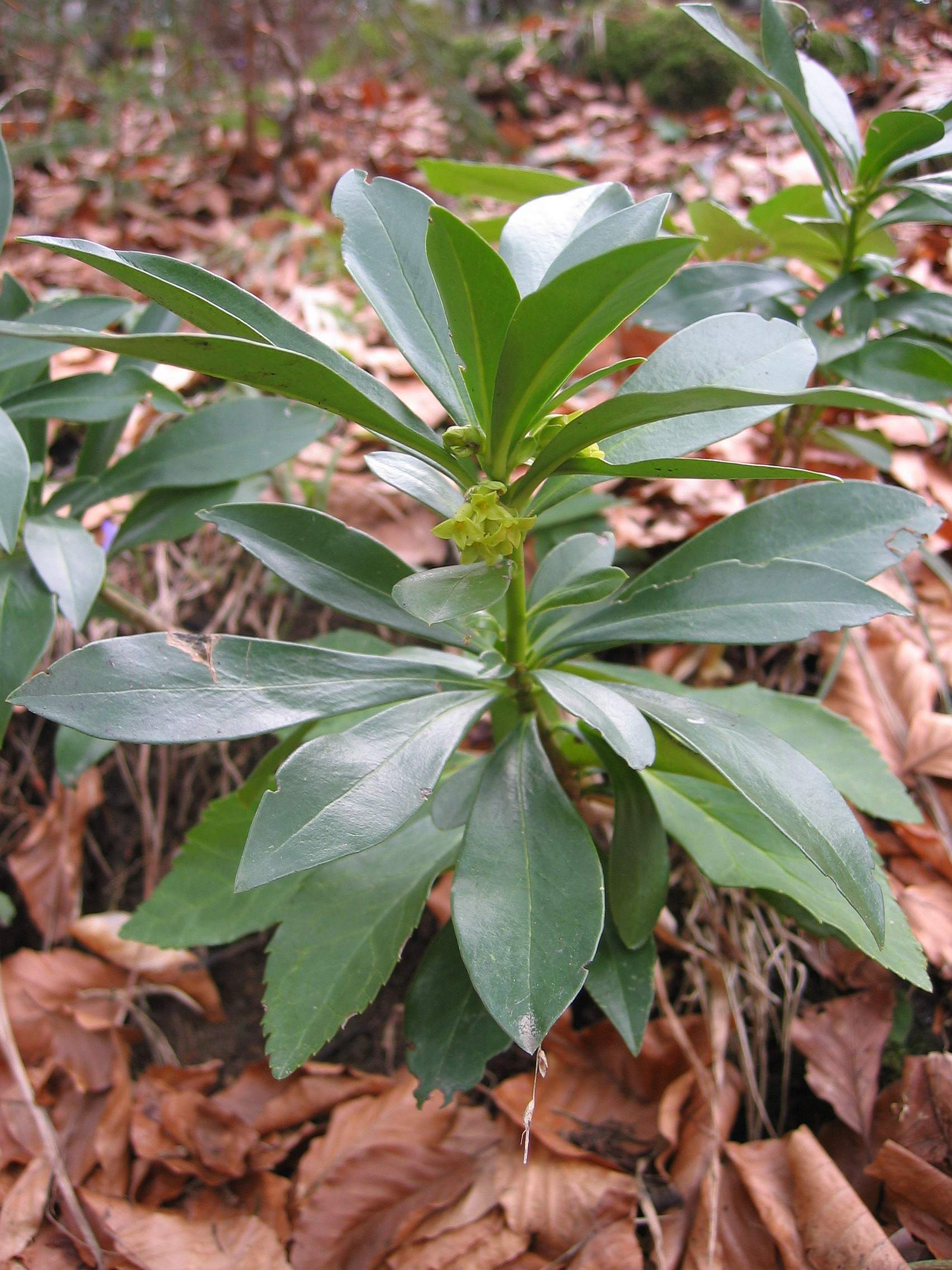
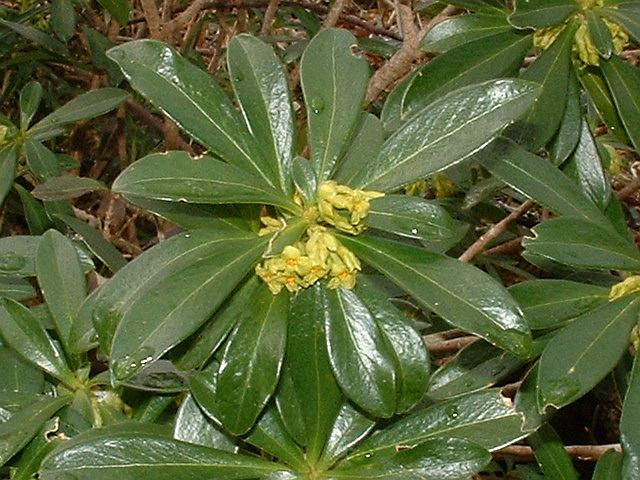
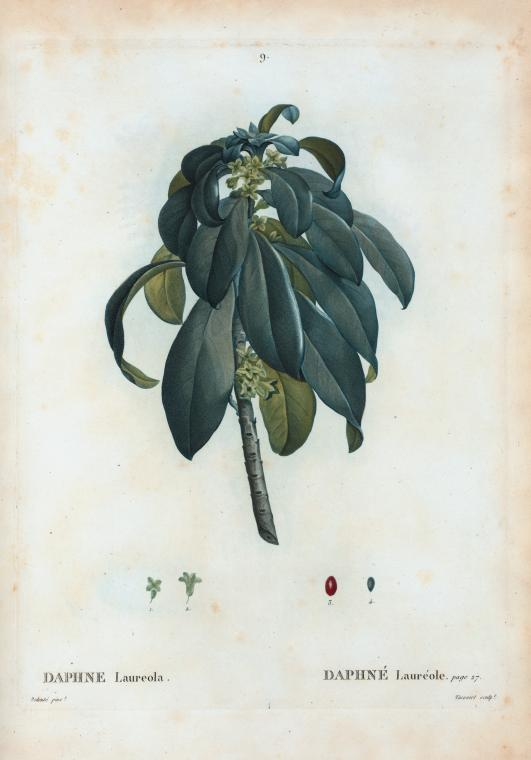
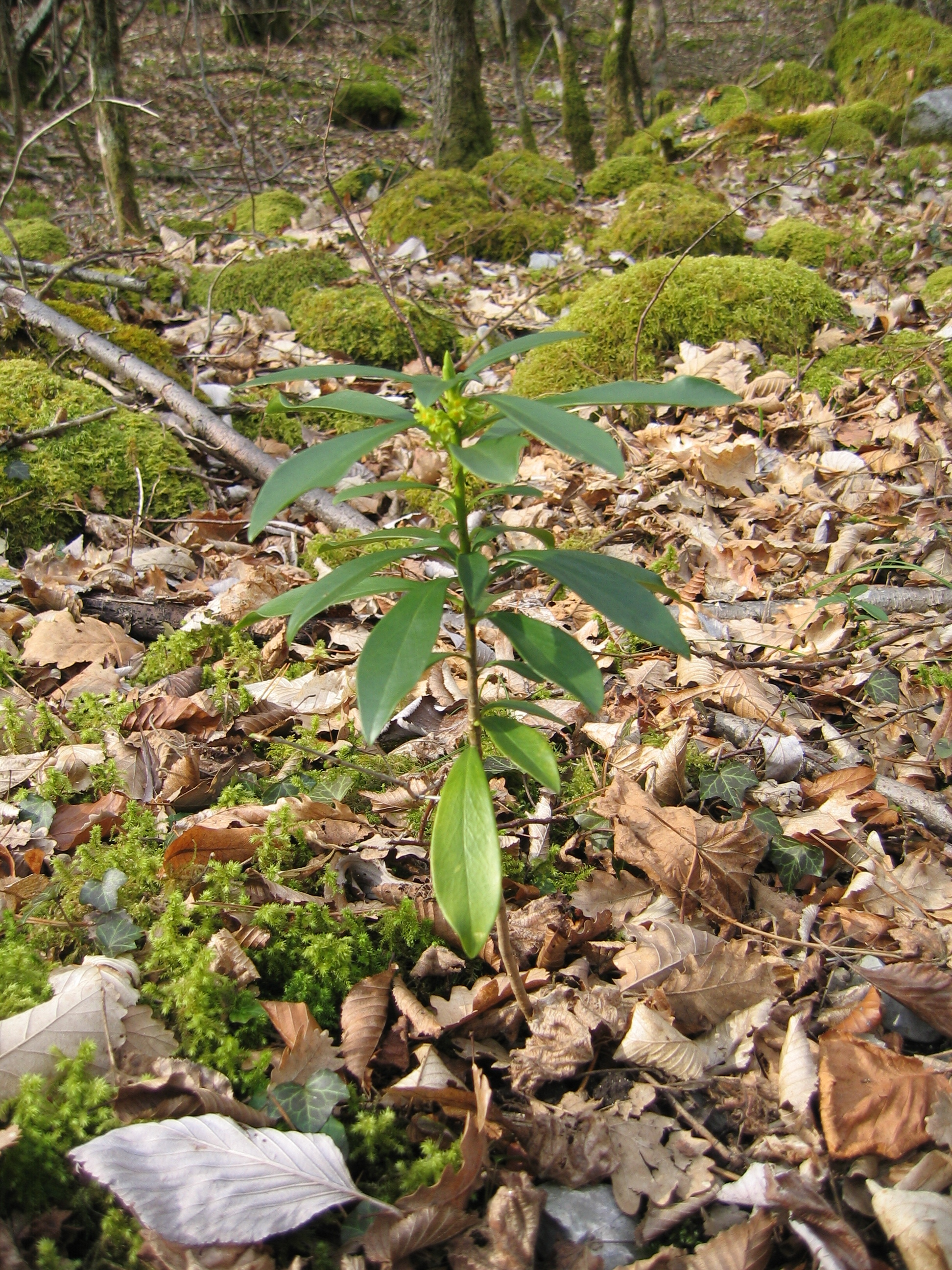